# Clásico congolais
Cet article concerne la rivalité entre le TP Mazembe et l’AS Vita Club. Pour les autres classiques dans le football, voir Classico.
Le Clásico, en RD Congo, est le match de football opposant le TP Mazembe et l’AS Vita Club, clubs dont la rivalité est la plus élevée dans le championnat congolais depuis le début des années 2000.
On l'appelle aussi le « derby congolais », dans la définition anglaise d'origine de derby : le « grand match ».
Le meilleur buteur de l'histoire des Clásicos est Mulota Patou Kabangu avec 6 buts, suivi de Trésor Mputu, Alain Kaluyituka et Ghislain Mvete (2 buts).

## Origine de la rivalité
Au moins deux fois par an, le TP Mazembe et l’AS Vita Club s'affrontent lors d'un match qui monopolise l'attention des passionnés de football de toute la RDC. Du fait de leur succès (ce sont les deux clubs les plus couronnés de la Ligue 1), il est rare qu'ils s'affrontent dans d'autres compétitions. C'est aussi depuis 2010 que le Clásico est le derby le plus joué du football congolais, record tenu jusqu'alors par le Derby Kinois entre le Vita Club et le DCMP Imana.
Il est fréquent que les supporters congolais d'une autre équipe de football aient une préférence marquée pour le Vita Club ou pour le TP Mazembe. Ainsi, les supporters de DCMP Imana sont (pour des raisons également historiques) plus favorables au TP Mazembe, tout comme ceux de Renaissance, premiers « ennemis » de l'autre club de la ville. À l'inverse, les supporters de Lupopo sont plutôt favorables au Vita Club.

## Histoire
Le Clasico congolais était un match au départ entre le TP Mazembe et le DCMP Imana mais depuis les années 2000 le Daring a perdu son ampleur au niveau national et international. L’AS Vita Club qui continue de produire un football qui satisfait les supporteurs et proposent un système de jeu qui rivalise avec leur adversaire commun le TP Mazembe, durant cette période V Club enchaîne avec des entraineurs étranger et des dirigeants rapproché du pouvoir de Mobutu tandis que Mazembe se faisait diriger par des hommes d’affaires, c’est ce qui fait que les matchs Mazembe – V. Club avait une forte attraction et attiré l’attention des fanatiques du football congolais,.
La première fois que les deux clubs s'affrontent en compétitions internationales est le 25 mai 2014 lors de la phase des poules de la Ligue des champions de la CAF. Le match se termine par une victoire 1-0 des badiangwenas, buts marqués par Mbwana Samatta à la 62e minute.
Durant les années 1960, ils se rencontrent 2 fois, toutes les rencontres en Championnat du Congo Léopoldville (Ligue 1). Des deux matches de championnat, Mazembe gagne un match 2-1 avant de perdre 1968, 3-1.

### Début de la rivalité en championnat
Depuis le début de la Linafoot, lors de la saison 1990-1991, on peut noter le début d'une rivalité qui dure jusqu'à nos jours. Cette première Linafoot, se résume par une cinquième place pour les Bana vea et une septième place pour les badiangwenas. Le premier match se solde par une victoire de Mazembe qui remporte le premier trophée de la Ligue 1. Les deux championnats suivants sont remportés par Mazembe et le FC St Eloi. Les Bana Vea doivent attendre jusqu'à la saison 1970 pour remporter son premier titre, puis son deuxième l'année suivante.
En tenant seulement compte des rencontres de championnat, les résultats des clásicos à la fin des années 1960 et durant la décennie suivante furent favorables au Vita. 
- En 1969, lors de la finale du tournoi quadrangulaire à l'occasion de l'anniversaire du MPR, le TP Englebert bat l'AS Vita 6-1. Doublé de Pierre Kalala Mukendi, doublé de André Kalonzo, un but d'Athénée Mbuyi et de Léonard Saidi pour Englebert et Freddy Mayaula marque le seul but de Vita club grâce à une passe de Jean Kembo.

| Équipe       | Victoires comme locaux | Match nul comme locaux | Défaites comme locaux |
| ------------ | ---------------------- | ---------------------- | --------------------- |
| TP Mazembe   | 2                      | 0                      | 0                     |
| AS Vita Club | 1                      | 0                      | 0                     |

### Années 1970
| Équipe       | Victoires comme locaux | Match nul comme locaux | Défaites comme locaux |
| ------------ | ---------------------- | ---------------------- | --------------------- |
| TP Mazembe   | 0                      | 0                      | 1                     |
| AS Vita Club | 1                      | 0                      | 0                     |

### Années 1990
| Équipe       | Victoires comme locaux | Match nul | Défaites en tant que locaux |
| ------------ | ---------------------- | --------- | --------------------------- |
| TP Mazembe   | 1                      | 0         | 0                           |
| AS Vita Club | 1                      | 0         | 0                           |

### Années 2000
Le TP Mazembe occupa les premiers postes des classements de cette décennie.
| Équipe       | Victoires comme locaux | Match nul | Défaites en tant que locaux |
| ------------ | ---------------------- | --------- | --------------------------- |
| TP Mazembe   | 8                      | 0         | 1                           |
| AS Vita Club | 2                      | 2         | 4                           |

### Années 2010
La rivalité entre les deux clubs devient plus forte au début des années 2010. En effet, les deux clubs sont alors considérés comme les deux meilleurs clubs au pays et s'offrent un mano a mano en Championnat. Le match retour de la Vodacom Super Ligue 2013-2014 est marqué par la très large victoire des badiangwenas sur le score de 4-1. Les deux clubs se retrouvent ensuite 4 fois en 2014 : 2 fois en championnat et 2 fois en Ligue des champions (au stade des phases des groupes).
- Le mercredi 22 septembre 2010 les deux clubs font un nul vierge.
- Le dimanche 26 septembre, le TP Mazembe et l’AS Vita Club se retrouvent dans un match décisif dans la course au titre, le TP Mazembe compte 2 points d'avance sur le Vita Club et une défaite relancerait le championnat. Pour une fois depuis des années le duel s'annonce équilibrer et la pression est sur les épaules des deux équipes. Alain Kaluyituka marque le premier but a la 85e minute avant qu'Alfred M'Fongang ne marque le but de l'égalisation à la 90+2e.
- Le dimanche 1er mai 2011 un autre match nul d’un but partout est au rendez-vous de cette rencontre.
- Le dimanche 18 septembre, les deux clubs Font un nul vierge, le 4e depuis le début de la décennie alors que le classement en ligue est très serré et une victoire donnerait l’avantage à l’une des deux.
- Le dimanche 15 avril 2012, le Clasico se solde par un match nul 2 buts partout but de Ndaya, Ebunga Simbi pour le Vita et Jean Kasusula, Rainford Kalaba pour le Mazembe.
- Le dimanche 18 novembre, les corbeaux remportent le Clasico d’une gifle de 3 buts à zero.
- Le dimanche 28 avril 2013, Le TP Mazembe remporte le match 2-1.
- Le mercredi 23 avril 2014, Le TP Mazembe s'impose dans le cadre de la phase aller de la Linafoot d’un score imposant de 4-1.
- Le dimanche 11 mai, le match est soldé par un score étriqué d’un but à zéro en faveur des corbeaux au stade des Martyrs
- Le dimanche 25 mai, les deux clubs se rencontrent pour la première fois dans une autre compétition que la Linafoot et le premier en coupe d’Afrique. Les corbeaux s’imposent 1-0 au stade TP Mazembe but de Mbwana Samatta à la 62e minute.
- Le dimanche 25 mai, le Vita Club reçoit son rival pour le compte du match retour de la Ligue des champions de la CAF, match soldé par un nul de 0-0[6].
- Le dimanche 24 août, les corbeaux accueillent les dauphins au temple des badiangwenas pour un match décisif pour la première place comme chaque saison, le Vita Club domine le classement avec 1 point de plus que les corbeaux. Le match est soldé par un score d’un but partout.
- initialement prévu le mercredi 23 mars 2016, le match est reporté au mercredi 27 avril. Les dauphins accueillent les corbeaux lors de la 2e journée des Play-off de la Linafoot 2015-2016 au stade Tata-Raphaël. Rencontre soldée sur le score de 0 but partout.
- Le dimanche 29 mai, le TP Mazembe gagne à domicile 2 à 1.
- Le dimanche 7 mai 2017, les dauphins gagne à domicile 1 à 0, après 8 ans 9 mois et 10 jours soit 14 matchs sans gagner son rival, but de Taddy Etekiama.
- Le mercredi 19 juillet, lors d’un match surnommé finale par les congolais, les corbeaux accueillent leur rival lors de la dernière journée qui déterminera le vainqueur du championnat pendant que les deux clubs sont à égalité, mais les dauphins doivent obligatoirement gagner car en suivant la règle des différences de but les corbeaux sont premiers. Le Ghanéen Daniel Nii Adjei marque le seul but de la rencontre qui permet aux corbeaux de remporté le titre.
- Le dimanche 20 mai 2018, le TP Mazembe reçoit à domicile son rival pour le compte de la 10 e journée des Play-off du championnat qui est soldé par un nul de 0 partout.
- Le dimanche 17 juin, Vita remporte la 21e journée du championnat sur un but de Jean-Marc Makusu.
- Le dimanche 4 novembre, le stade TP Mazembe accueille l’un des clasico les plus spectaculaires avec un score de 1-2 durant une grande partie est l’entrée de Trésor Mputu qui bouleverse la rencontre et donne la victoire au TP Mazembe au score de 3 buts à 2.
- Les rencontres du dimanche 21 avril et 1er septembre 2019 tous au stade des Martyrs finissent 0 but partout[7].

|              | Victoires comme locaux | Match nul comme locaux | Défaites comme locaux |
| ------------ | ---------------------- | ---------------------- | --------------------- |
| TP Mazembe   | 7                      | 3                      | 0                     |
| AS Vita Club | 2                      | 6                      | 1                     |

### Années 2020
Cette décennie commence par un match annuler due à la Covid-19, alors que ce premier match était programmé pour le dimanche 23 février 2020, ensuite reporté et annulé à cause de pandémie de Covid-19.
- Le dimanche 18 octobre, les deux clubs se neutralisent par un score nul et vierge de 0 à 0.
- Lors de la rencontre du dimanche 16 mai 2021, les corbeaux remportent par 3 à 1, mais à la suite de la présence d’un joueur inéligible le TP Mazembe perd son match par forfait et ce match est le premier perdu par les corbeaux au temple des badiangwenas même s'il n’est que sur papier[8],[9].
- Le dimanche 16 janvier 2022, Marouf Tchakei ouvre le score pour les verts et noirs et à la 57e minute Jephte Kitamabala égalise pour les corbeaux et solde la rencontre par un score d’1 but partout[10],[11],[12],[13].
- Le dimanche 11 décembre 2022, les dauphins noirs remportent le match par 2 à 1[14],[15],[16].

|              | Victoires comme locaux | Match nul comme locaux | Défaites comme locaux |
| ------------ | ---------------------- | ---------------------- | --------------------- |
| TP Mazembe   | 0                      | 1                      | 1                     |
| AS Vita Club | 1                      | 1                      | 0                     |

## Impact sportif
En championnat, les plus longues séries de victoires consécutives ne dépassent presque jamais trois victoires en faveur d'un des deux clubs. Cette règle a connu deux exceptions : dans les années 2000 en faveur du TP Mazembe avec cinq victoires consécutives et dans les années 2010 par le même nombre.

## Liste des matchs
* match gagner par forfait

## Bilan

### Matchs officiels et amicaux
| Compétition                | Matchs joués | Victoires TPM | Matchs nuls | Victoires VCL | Buts du TPM | Buts du VCL |
| -------------------------- | ------------ | ------------- | ----------- | ------------- | ----------- | ----------- |
| Ligue des champions        | 2            | 1             | 1           | 0             | 1           | 0           |
| Championnat de la RDC      | 43           | 20            | 10          | 13            | 65          | 42          |
| Total matchs officiels     | 45           | 21            | 11          | 13            | 66          | 42          |
| Match amical               | 0            | 0             | 0           | 0             | 0           | 0           |
| Total matchs non officiels | 0            | 0             | 0           | 0             | 0           | 0           |
| Total général              | 45           | 21            | 11          | 13            | 66          | 42          |

## Personnalités des deux clubs
| Nom               | Poste             | VCL       | VCL  | VCL  | TPM       | TPM  | TPM  |
| Nom               | Poste             | Période   | Apps | Buts | Période   | Apps | Buts |
| ----------------- | ----------------- | --------- | ---- | ---- | --------- | ---- | ---- |
| Léon Mokuna       | Attaquant         | 1954      | 0    | 0    | 1967-1968 | 0    | 0    |
| Léon Mokuna       | Attaquant         | 1957      | 0    | 0    | 1967-1968 | 0    | 0    |
| Lokenge Mungongo  | Défenseur         | 1997-1999 | 0    | 0    | 2002-2004 | 0    | 0    |
| Lami Yakini       | Milieu de terrain | 2003-2004 | 0    | 0    | 2005      | 0    | 0    |
| Lami Yakini       | Milieu de terrain | 2008      | 0    | 0    | 2005      | 0    | 0    |
| Daniel Bakongolia | Attaquant         | 2004      | 0    | 0    | 2006      | 0    | 0    |
| Ley Matampi       | Gardien de but    | 2004      | 0    | 0    | 2011-2018 | 19   | 0    |
| Alain Kaluyituka  | Attaquant         | 2004-2006 | 0    | 0    | 2007-2011 | 156  | 61   |
| Djos Issama       | Défenseur         | 2011-2013 | 115  | 1    | 2015-2023 | 147  | 13   |
| Djos Issama       | Défenseur         | 2023-2024 | 1    | 0    | 2015-2023 | 147  | 13   |
| Mukoko Tonombe    | Milieu de terrain | 2018-2020 | 0    | 0    | 2022-     | 10   | 0    |
| Amédée Masasi     | Milieu de terrain | 2020-2022 | 0    | 0    | 2022-     | 0    | 0    |

| Nom             | Poste             | TPM       | TPM  | TPM  | VCL       | VCL  | VCL  |
| Nom             | Poste             | Période   | Apps | Buts | Période   | Apps | Buts |
| --------------- | ----------------- | --------- | ---- | ---- | --------- | ---- | ---- |
| Yvon Kalambayi  | Attaquant         | 1960      | 0    | 0    | 1967-1972 | 0    | 0    |
| Pascal Kalemba  | Gardien de but    | 2001-2003 | 0    | 0    | 2003-2005 | 34   | 0    |
| Serge Lofo      | Attaquant         | 2002-2003 | 5    | 2    | 2008-2010 | 39   | 26   |
| Serge Lofo      | Attaquant         | 2011-2014 | 7    | 1    | 2008-2010 | 39   | 26   |
| Guy Lusadisu    | Milieu de terrain | 2006-2007 | 93   | 27   | 2014-2017 | 39   | 24   |
| Guy Lusadisu    | Milieu de terrain | 2008      | 10   | 0    | 2014-2017 | 39   | 24   |
| Guy Lusadisu    | Milieu de terrain | 2009-2012 | 101  | 20   | 2014-2017 | 39   | 24   |
| Ghislain Luyeye | Attaquant         | 2006-2010 | 50   | 8    | 2011-2013 | 0    | 0    |
| Modeste Bawaka  | Défenseur         | 2007-2013 | 104  | 0    | 2013-2017 | 36   | 0    |
| Deo Kanda       | Attaquant         | 2009-2013 | 67   | 8    | 2014-2015 | 6    | 1    |
| Deo Kanda       | Attaquant         | 2015-2019 | 38   | 9    | 2014-2015 | 6    | 1    |